# Diplolepis triforma
Diplolepis triforma är en stekelart som beskrevs av Shorthouse och Ritchie 1984. Diplolepis triforma ingår i släktet Diplolepis och familjen gallsteklar. Inga underarter finns listade i Catalogue of Life.